# Штернекерброй
48°08′07″ пн. ш. 11°34′51″ сх. д. / 48.1354° пн. ш. 11.5807° сх. д.
Штернекерброй (нім. Sterneckerbräu) — пивна в Мюнхені, збудована у 1900 році, яка розташована на перетині вулиці Таль (нім. Tal) в будинку 54 (нині будинок 38) і Штернекергассе (нім. Sterneckergasse) в районі ворітІзартор неподалік від Марієнплац.
Штернекерброй була пивною нижчої категорії і отримала популярність, а також історичне значення лише завдяки тому, що залізничник Антон Дрекслер заснував 5 січня 1919 року разом з Карлом Харрером Німецьку робітничу партію (DAP) (нім. Deutsche Arbeiterpartei). Після цього DAP щотижня проводила збори в цій пивній. На засідання 12 вересня 1919 року в пивну прийшов Адольф Гітлер. Прослухавши кілька доповідей, Гітлер  пізніше очолив її, а потім, перейменував її в НСДРП.
Відкритий Гітлером 8 листопада 1933 року музей в будівлі пивної став магнітом для місцевих жителів і іноземців. Після 1945 року музей зруйнували. Тільки старі листівки і фотографії фасаду нагадують про минуле будівлі Штернекерброй.

## Галерея

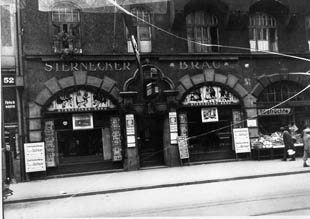
Пивна Штернекерброй в 1925 р.
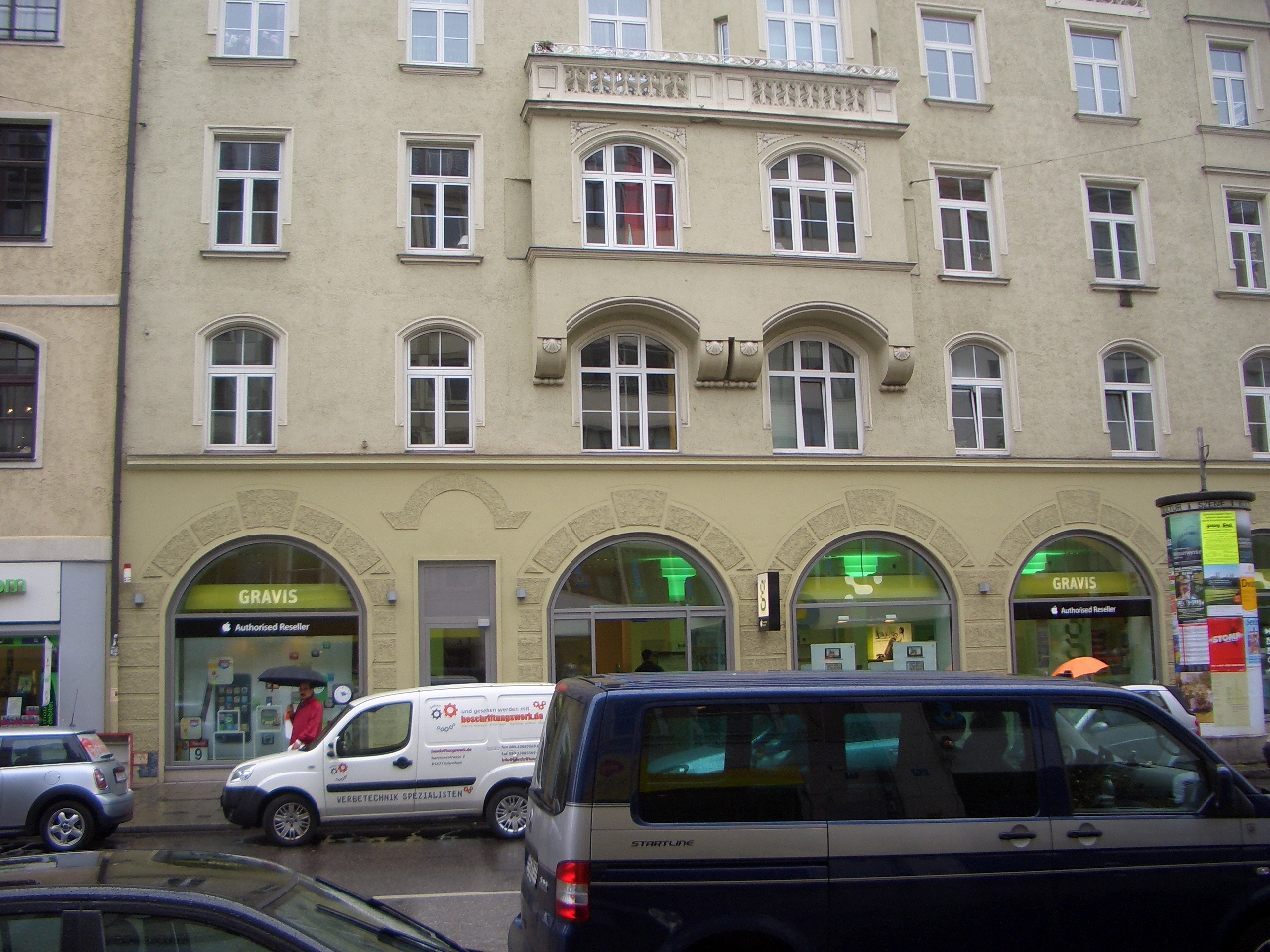
Будівля колишньої пивний Штернекерброй в 2009 р.